# Arms Around You
«Arms Around You» (с англ. — «Обнимаю тебя») — совместный сингл американских рэперов XXXTentacion и Lil Pump с участием колумбийского певца Малума и американского рэпера Swae Lee. Он был выпущен 25 октября 2018 года и продюсировался Скриллексом, Mally Mall и JonFX.

## Предыстория
Изначально трек был записан в 2017 году с Рио Сантана, который появился в альбоме Онфроя ?, но позже был изменён для добавления большего количества популярных исполнителей. Lil Pump связался с матерью XXXTentacion Клеопатрой Бернард после его смерти, чтобы спросить, может ли он сделать песню, чтобы «почтить его наследие», что впоследствии привело к совместному синглу.

## Отзывы
Rap-Up назвали трек «глобальным кроссоверным треком» с участием «латинских, альтернативных, хип-хоп и поп-влияний».

## Музыкальное видео
Клип на песню «Arms Around You» вышел 16 ноября 2018 года. Он был срежиссирован Джеймсом Лерезе с использованием анимации XXXTentacion.

## Участники записи
- XXXTentacion — вокал, композиция
- Lil Pump — вокал, композиция
- Малума — вокал, композиция
- Swae Lee — вокал, композиция
- Edgar Barrera — композиция, звукорежиссёр
- Rio Santana — композиция
- Скриллекс — продюсер, композиция, сведение
- Mally Mall — продюсер
- JonFX — продюсер
- Rashawn Mclean — ассистент по сведению
- Mike Seaberg — ассистент по сведению
- Jacob Richards — ассистент по сведению
- Brandon Brown — ассистент по сведению
- Koen Heldens — сведение
- Tom Norris — сведение
- Jaycen Joshua — сведение
- Dave Kutch — мастеринг
- Gil Corber — A&R консультант
- Eesean Bolden — A&R

## Чарты
| Чарт (2018-19)                             | Высшая позиция |
| ------------------------------------------ | -------------- |
| Аргентина (Argentina Hot 100)              | 62             |
| Австралия (ARIA)                           | 14             |
| Австрия (Ö3 Austria Top 40)                | 15             |
| Бельгия/Фландрия (Ultratop 50)             | 34             |
| Бельгия/Валлония (Ultratip Bubbling Under) | 7              |
| Канада (Billboard Canadian Hot 100)        | 13             |
| Чехия (Singles Digitál Top 100)            | 6              |
| Дания (Tracklisten)                        | 9              |
| Эстония (IFPI)                             | 1              |
| Финляндия (Suomen virallinen lista)        | 5              |
| Франция (SNEP)                             | 25             |
| Германия (GfK)                             | 16             |
| Венгрия (Single Top 40)                    | 8              |
| Венгрия (Stream Top 40)                    | 3              |
| Ирландия (IRMA)                            | 8              |
| Израиль (Media Forest TV Airplay)          | 1              |
| Италия (FIMI)                              | 13             |
| Латвия (Latvijas Top 40)                   | 21             |
| Нидерланды (Single Top 100)                | 16             |
| Новая Зеландия (Recorded Music NZ)         | 15             |
| Норвегия (VG-lista)                        | 10             |
| Португалия (AFP)                           | 2              |
| Румыния (Airplay 100)                      | 84             |
| Шотландия (OCC Scotland)                   | 67             |
| Сингапур (RIAS)                            | 22             |
| Словакия (Rádio — Top 100)                 | 61             |
| Словакия (Singles Digitál Top 100)         | 6              |
| Испания (PROMUSICAE)                       | 35             |
| Швеция (Sverigetopplistan)                 | 8              |
| Швейцария (Schweizer Hitparade)            | 5              |
| Великобритания (OCC UK Singles)            | 14             |
| США (Billboard Hot 100)                    | 28             |
| США (Billboard Hot R&B/Hip-Hop Songs)      | 16             |
| США (Billboard Rhythmic)                   | 9              |

| Чарт (2019)                           | Позиция |
| ------------------------------------- | ------- |
| Канада (Canadian Hot 100)             | 93      |
| США Hot R&B/Hip-Hop Songs (Billboard) | 72      |
| США Rhythmic (Billboard)              | 40      |

## Сертификации
| Регион | Сертификация | Продажи   |
| --- | ------------ | --------- |
| Австралия (ARIA) | Платиновый   | 70 000    |
| Франция (SNEP) | Золотой      | 100 000   |
| Италия (FIMI) | Золотой      | 25 000    |
| Новая Зеландия (RMNZ) | Золотой      | 15 000    |
| Великобритания (BPI) | Золотой      | 400 000   |
| США (RIAA) | Платиновый   | 1 000 000 |
| * Данные о продажах приведены только на основе сертификации. · ^ Данные о тиражах приведены только на основе сертификации. · Данные о продажах + прослушиваниях приведены только на основе сертификации. |              |           |